# Lista de reis do Burundi
A Lista de reis do Burundi esta relacionada nesta lista, em suas duas versões; A versão documentada e arqueológica. A monarquia burundiana teve seus início aproximadamente em 1680, segundo documentações. Porém pode ter sido fundada bem antes, segundo algumas descobertas arqueológicas durante a Colonização Alemã e Belga da região.
Assim como os reis da Ruanda, os reis do Burundi detinham o título de Mwami e comandavam uma aristocracia principesca (Ganwa) que governava algumas regiões do reino, ainda pagando tributos para o rei. Os herdeiros eram geralmente apontados pelos reis, sem precisar ser necessariamente o filho varão. Eles deveriam escolher entre quatro nomes, cumprindo um ciclo histórico de acordo com as tradições. Os nomes foram; Ntara, Mwezi, Mutaga e Mwambutsa,
A monarquia governou o país de forma absoluta desde a fundação do reino. Porém após a colonização alemã e posteriormente belga os monarca burundianos tiveram um papel representativo e moral no povo. Tal política continuou após a independência de 1962 e instauração de uma monarquia parlamentarista no país, que foi abolida em 1966.

## Lista de reis (De forma documentada)
A lista de reis documentados através do tempos.
- Ntare III Rushatsi (1680 - 1709)
- Mwezi III Ndagushimiye (1709 - 1739)
- Mutaga III Senyamwiza Mutamo  (1739 - 1767)
- Mwambutsa III Serushambo Butama (1767 - 1796) (também conhecido como Mwambutsa III Mbariza)
- Ntare IV Rutaganzwa Rugamba (1796 - 1850)
- Mwezi IV Gisabo (1850 - 21 de agosto de 1908)
- Mutaga IV Mbikije  (21 de agosto de 1908–30 de novembro de 1915)
- Mwambutsa IV Bangiriceng  (16 de dezembro de 1915 a 8 de julho de 1966)
- Ntare V Ndizeye (8 de julho a 28 de novembro de 1966).. Deposto

## Lista de reis (Teoria Arqueológica)
A lista de reis de acordo com descobertas históricas mescladas com lendas tradicionais.
- Ntare I Rushatsi Cambarantama (1530 – 1550)
- Mwezi I Baridamunka (1550 – 1580)
- Mutaga I Mutabazi  (1580 – 1600)
- Mwambutsa I Nkomati (1600 – 1620)
- Ntare II Kibogora (1620 – 1650)
- Mwezi II Nyaburunga (1650 – c.1680)
- Mutaga II Senyamwiza Mutamo (1680 – 1700)
- Mwambutsa II Nyarushamba (1700 – 1720)
- Ntare III Kivimira Semuganzashamba (1720 - 1750)
- Mwezi III Kavuyimbo (Ndagushimiye) (1750 - 1780)
- Mutaga III Sebitungwa (1780 - 1800)
- Mwambutsa III Mbonyuburundi (Mbariza) (1800 - 1830)
- Ntare IV Runzi (Rutaganzwa Rugamba) (1830 - 1850)
- Mwezi IV Gisabo Bikata-Bijoga (1850 - 1908)
- Mutaga IV Mbikije (1908 - 1915)
- Mwambutsa IV Bangiricenge Rubangishamiheto (1915 - 1966)
- Ntare V Ndizeye (1966)